# Dictionary
Dictionary (укр. Словник) — спеціальна програма, засоб пошуку певних слів, їх вимови та синонімів в середовищі Mac OS X.
До Dictionary в Mac OS X входить повна електронна версія «New Oxford American Dictionary» і «Oxford American Writter's Thesaurus»

## Особливості
Dictionary пропонує декілька джерел довідкового матеріалу, наприклад, словники (на англійській та японській мовах), словник термінів Apple, тезаурус, пошук слів на Вікіпедії (якщо комп'ютер приєднан до мережі Інтернет) та словниках «New Oxford American Dictionary» і «Oxford American Writter's Thesaurus». Ви маєте можливість обрати джерело для пошуку слів, а також налаштувати «Батьківський контроль», щоб обмежити права певних користувачів до заданих слів.